# 鉄道橋

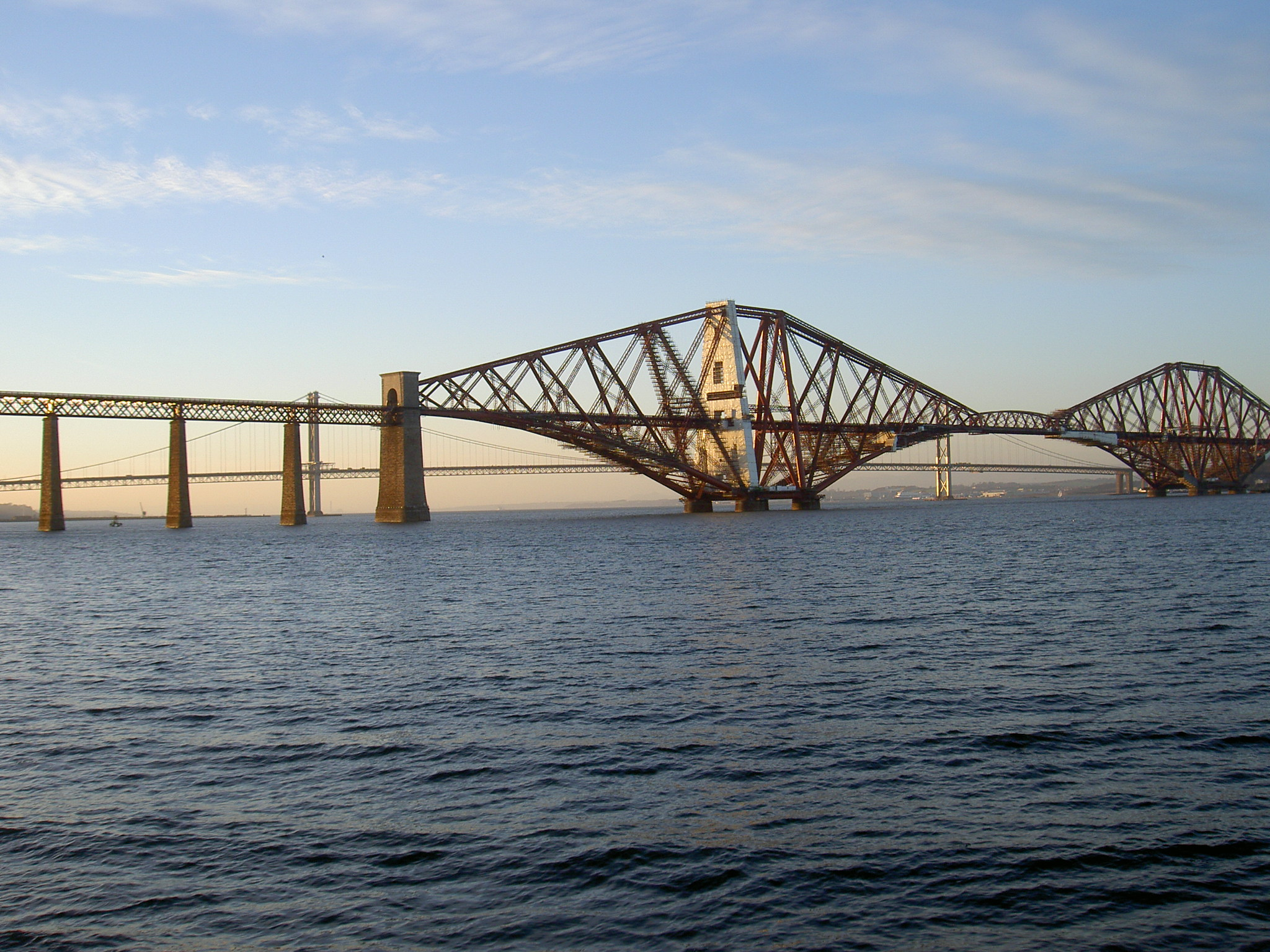
フォース橋（最大支間521mのカンチレバートラス橋・イギリス）

鉄道橋（てつどうきょう）は、鉄道を渡すための橋梁である。

## 概要
もっぱら鉄道を渡すための橋梁を鉄道橋と呼ぶ。似た言葉に「鉄橋」があるが、鉄道橋を指す場合と、鉄でできた橋（鋼橋）を指す場合がある。最近の鉄道橋はプレストレスト・コンクリート橋が多いため、鉄道橋の意味で鉄橋はあまり用いられない。

## 鉄道橋に求められる性能

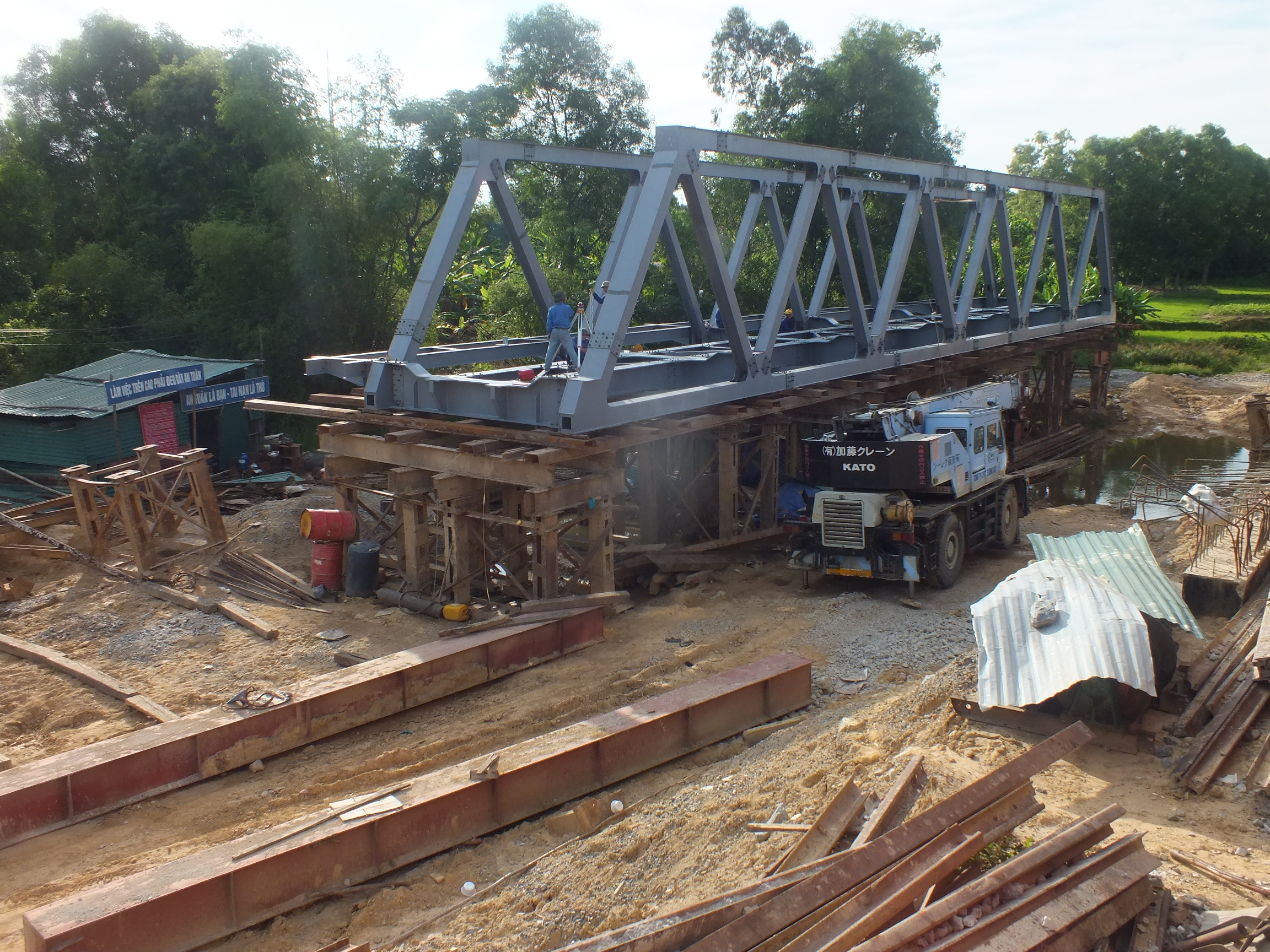
付け替え工事中のベトナム統一鉄道の鉄道橋

道路橋と対比して、鉄道橋には以下の性能が求められる。
高い断面性能（強度）
鉄道は道路交通に比べ、活荷重すなわち列車荷重が大きい。したがって、道路橋に比して、桁高を大きくしたり、部材厚を厚くする必要がある。
低い構造高
橋梁構造においては、橋梁下空間（空頭 = くうとう）の確保が求められる。河川を渡る場合は計画高水位、道路や鉄道路線を渡る場合にはその建築限界を確保した上で、その上面に橋梁構造物を設けなければならない。一方で、鉄道は縦断勾配の制限が厳しいため、急激な比高の変化には適していない。そこで、橋梁下面と線路の高さの差、すなわち構造高をできる限り低く抑える構造が望まれる。鉄道橋に下路形式が多いのは、構造高を低く抑えられるためである。

高い剛性
鉄道は路面の高さ狂いに対しての制限が厳しいため、列車荷重による「たわみ」量が厳しく制限されている。
なお、かつては曲がった鉄道橋を作ることが困難だったため、鉄道橋は河川に対し直角・直線で作り、その前後の線路を曲線とする建設方法がとられた。古い時代に作られた路線が、中規模以上の鉄道橋の前後で、不必要に大きなカーブを描いているのは、このためである。河川に対して直角に架橋することは、橋梁自体を短くできる利点もある。

## 鉄道橋の分類

### 用途別

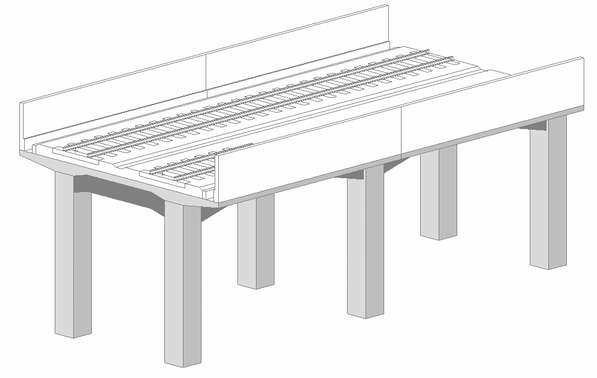
鉄筋コンクリート製連続ラーメン形式の高架橋の例

鉄道橋はその用途により、呼び名が異なる。以下はJRなどで一般的に用いられている呼称である。
橋りょう B
河川や海を渡る橋である。「梁」は常用漢字ではないため、正式文書では「りょう」とひらがなで書かれる。略称のBはBridgeの略。

高架橋 Bl
何を渡るわけでもないが、鉄道を地平より高くしておく必要のあるときに用いられる橋。高架式の鉄道は大半が高架橋となる。
架道橋 Bv
鉄道が道路を渡る橋である。高架式の鉄道でよく見られるほか、地平を走る鉄道でも道路が線路の下を通っている場合は、架道橋と呼ばれる。逆に道路が鉄道を渡る橋は跨線橋（Bo）であるが、これは道路橋の範疇である。
線路橋 Bi
鉄道が鉄道を渡る橋である。路線が分岐する駅などで立体交差にした場合や別系統の鉄道が立体交差する場合に見られる。跨線線路橋とも称される。
なお鉄道と自動車の両方を通す橋のことを鉄道道路併用橋と称する。

### 無道床と有道床
道路橋では主桁の上に床版（スラブ）を設け、路面を確保することが原則であるが、鉄道橋の場合は線路、すなわち2本のレールがあればよい。そこで、枕木を主桁に直結し、床版や道床（バラストや軌道スラブ等）を設けない橋梁があり、これを無道床橋梁と呼ぶ。無道床橋梁は、道床や床版がないことから軽量化することができるため、鈑桁（プレートガーダー）やトラスなどの鋼桁に多く用いられてきた。
一方、欠点としては、レールからの振動がまくら木を介して直接鋼桁に伝わるため、騒音や振動が大きいこと、道床により負荷が分散されることがないため、荷重が限られた部分に集中することが挙げられる。近年はこのようなことから、無道床橋梁の採用事例が少なくなっている。

## 国内最古の現役鉄道橋
- JR左沢線最上川橋梁（山形県寒河江市、東村山郡中山町）：大正10年（1921年）竣工。明治時代の全錬鉄製ダブルワーレントラス橋[2]。もともとは明治20年（1887年）旧東海道本線の木曽川に掛けられたものを移築したものである[3]。なお、同じ橋梁が旧国鉄長井線（現山形鉄道フラワー長井線）にも大正12年（1923年）に移築されており、現役である。